# Непознати Зећанин
Непознати Зећанин (XI в.), један од најстаријих српских средњовековних писаца, који стоји по страни од главног тока средњовековне српске историографије и хагиографије.

### Књижевни рад
Писац је првог изворног српског животописа, Житија светог Јована Владимира (после 1018), које је сачувано само у латинском изводу у Летопису попа Дукљанина (или тзв. Барском родослову). Аутор овог житија по свој прилици је претрпео утицај првих словенских житија Ћирила и Методија, али у основи житије „припада мартиролошком житијном жанру са извесним специфичностима западноевропске, латинске хагиографије“ (Димитрије Богдановић). Житије је неупотребљиво као историјски извор.